# Папировка
Яблоня Папи́ровка, или Нали́в Бе́лый — старинный зимостойкий летний сорт яблони. Широко известен, включён в Госреестр большинства регионов России, как ведущий раннелетний сорт, кроме Уральского, Восточно-Сибирского и Дальневосточного регионов. Как сорт раннелетнего созревания Папировка представляет интерес преимущественно для садовых хозяйств, расположенных вблизи городов и промышленных центров, а также для приусадебных участков и коллективных садов.
Сорт широко использовался в качестве исходной формы в селекции яблони. С его участием создано около 20 новых сортов.
В Госреестре Папировка (синонимы: Алебастровое, Налив Белый Прибалтийский) и Налив Белый (синонимы: Алебастровое, Белый Налив, Долгостебелка, Налив Белый Настоящий, Налив Сквозной, Наливное Белое, Пипка Алебастровая, Пудовщина) описаны как два разных сорта.

## Происхождение
Сорт народной селекции. Родиной, по-видимому, являются страны Балтии. Симиренко Л. П. считал его старорусским сортом.

## Биологическое описание
Дерево средних размеров, в молодом возрасте с широкопирамидальной кроной, которая постепенно становится округлой. Основные ветви со светло-серой корой. Плодоношение сосредоточено на кольчатках.
Побеги средней толщины, коричнево-оливкового цвета, сильно опушённые. Чечевички белые, редкие, удлиненные. Вегетативные почки плоской формы, небольшие, приплюснутые, сероватые.
Листья среднего размера, яйцевидной формы или эллиптические, серо-зелёного цвета, почти матовые, мелкогородчатые, сильно опушенные (особенно с нижней стороны), неизогнутые, довольно сильно сложенные в средней части побега, с приподнятыми вверх кончиками в виде «ложек». Черешки листьев средней длины или длинные, у основания бледно окрашены или не окрашены совершенно. Кора побегов слабо блестящая, светло-каштановая.
Цветки крупные, блюдцевидные, бутоны розовые, лепестки белые, чуть розовые, продолговатые, с приподнятыми краями, сомкнутые или перекрывающиеся, рыльце пестика на уровне или немного выше пыльников.
Плоды средней величины (на молодых деревьях более крупные), малоуплощённые, округло-конические, обычно с хорошо заметными широкими рёбрами. Форма плодов несколько неоднородна. Крупные плоды часто выглядят трёхгранными. На многих плодах заметен шов (острая продольная складка кожицы). Окраска плодов без румянца, зеленовато-жёлтая, в фазе съёмной зрелости покрыта беловатым налётом. Кожица очень душистая, гладкая, тонкая, блестящая, беловато-жёлтая, покрытая восковым налётом; по всему полю плода рассеяны серые и зеленые точки; у плодов, достигших состояния полной зрелости, кожица становится нежно-белой и они порой более или менее наливаются. Плодоножка средней длины или длинная. Воронка средней ширины и глубины, иногда с небольшой оржавленностью. Блюдце мелкое и узкое. Чашечка закрытая. Семенное гнездо большое, в форме луковицы. Семенные камеры большие, открытые или полуоткрытые в осевую полость. Семена короткие, неправильной формы, угловатые, светло-коричневые. Подчашечная трубка короткая, конической формы. 
Мякоть белая, рыхлая, нежная, крупнозернистая, достаточно сочная в оптимальной зрелости, кисло-сладкого вкуса с избытком кислоты, со слабым ароматом. При перезревании мякоть становится мучнистой.
Съёмная зрелость наступает очень рано — в условиях средней полосы России в первой декаде августа. Сразу после съёма плоды готовы к употреблению. Хранятся они не более 2—3 недель. В связи с тем, что плоды Папировки без покровной окраски, а кожица очень тонкая, на них очень сильно проявляются потемневшие пятна от нажимов и ударов. Транспортабельность низкая.
Скороплодность высокая. Товарный урожай деревья на семенном подвое начинают приносить на 4—5 год после посадки двулетками. Сорт средней урожайности из-за резкой периодичности в плодоношении.
Характеризуется сравнительно высокой зимостойкостью. После зимы 1955—1956 годов плодоносящие деревья Папировки имели в условиях Орловской области незначительное подмерзание (1,2 балла). Цветковые почки у данного сорта также характеризовались высокой зимостойкостью. В целом Папировка по зимостойкости не уступает Антоновке обыкновенной и Осеннему полосатому. Устойчивость к парше плодов и листьев средняя.
Химический состав плодов: сумма сахаров — 9,0 %, титруемых кислот — 0,97 %, аскорбиновой кислоты — 21,8 мг/100 г, Р-активных веществ — 209 мг/100 г, пектиновых веществ — 10,0 %. Соки, приготовленные из плодов Папировки, отличаются повышенным содержанием катехинов.
Недостатки сорта: периодичность плодоношения, отсутствие покровной окраски у плодов, слабая транспортабельность.

## В культуре
Сорт не проявляет особенной требовательности к почвенным условиям и мирится даже с тощим, но не сухим грунтом, однако хорошего развития плоды достигают на суглинках.
В интересах увеличения объёма плодов при слишком большом урожае рекомендуется прореживать весной молодую завязь, оставшуюся после естественного очищения дерева.
Устойчивость к парше плодов и листьев средняя.

## Галерея

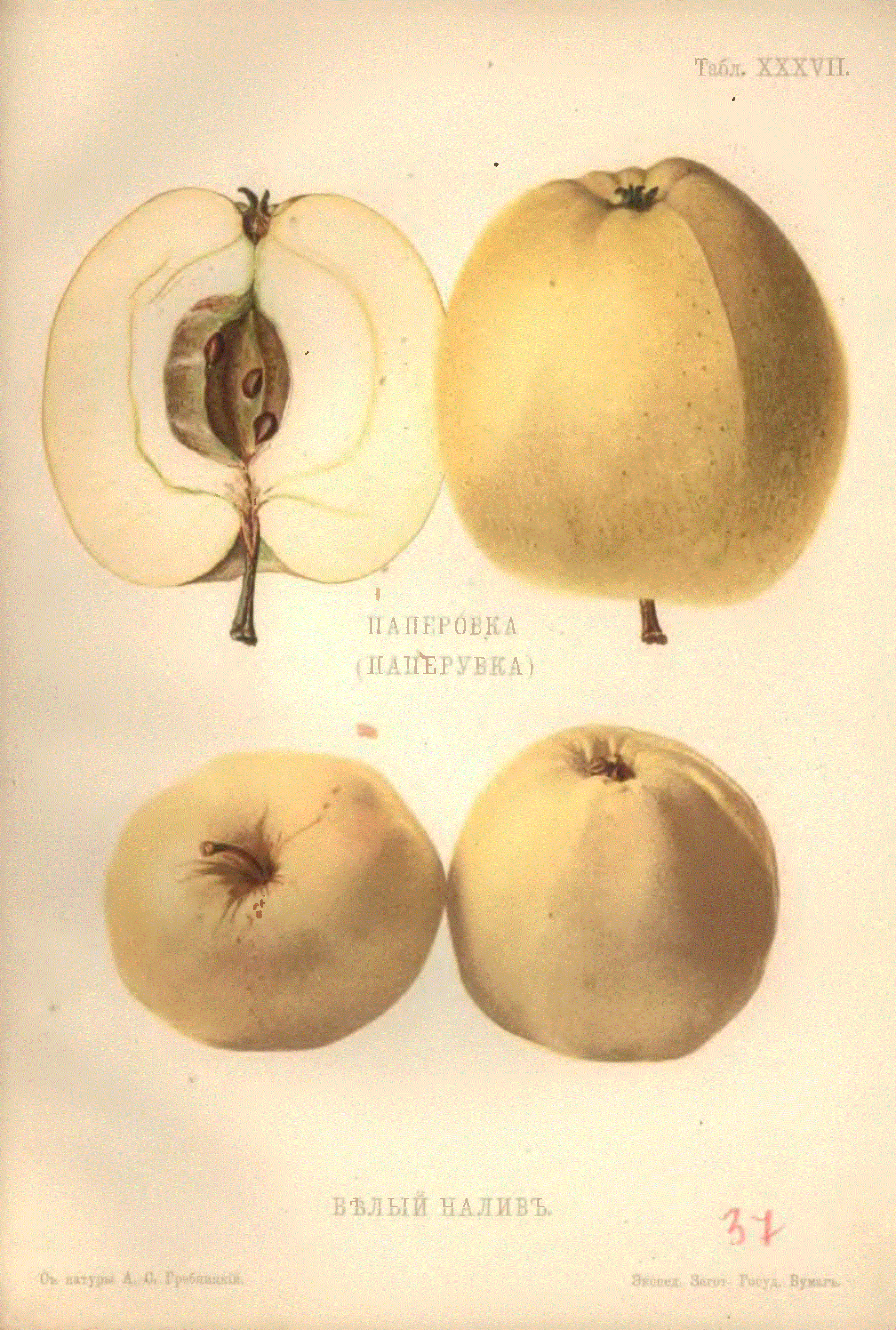
Паперовка и Белый налив. «Атлас плодов» под редакцией Адама Гребницкого, 1906
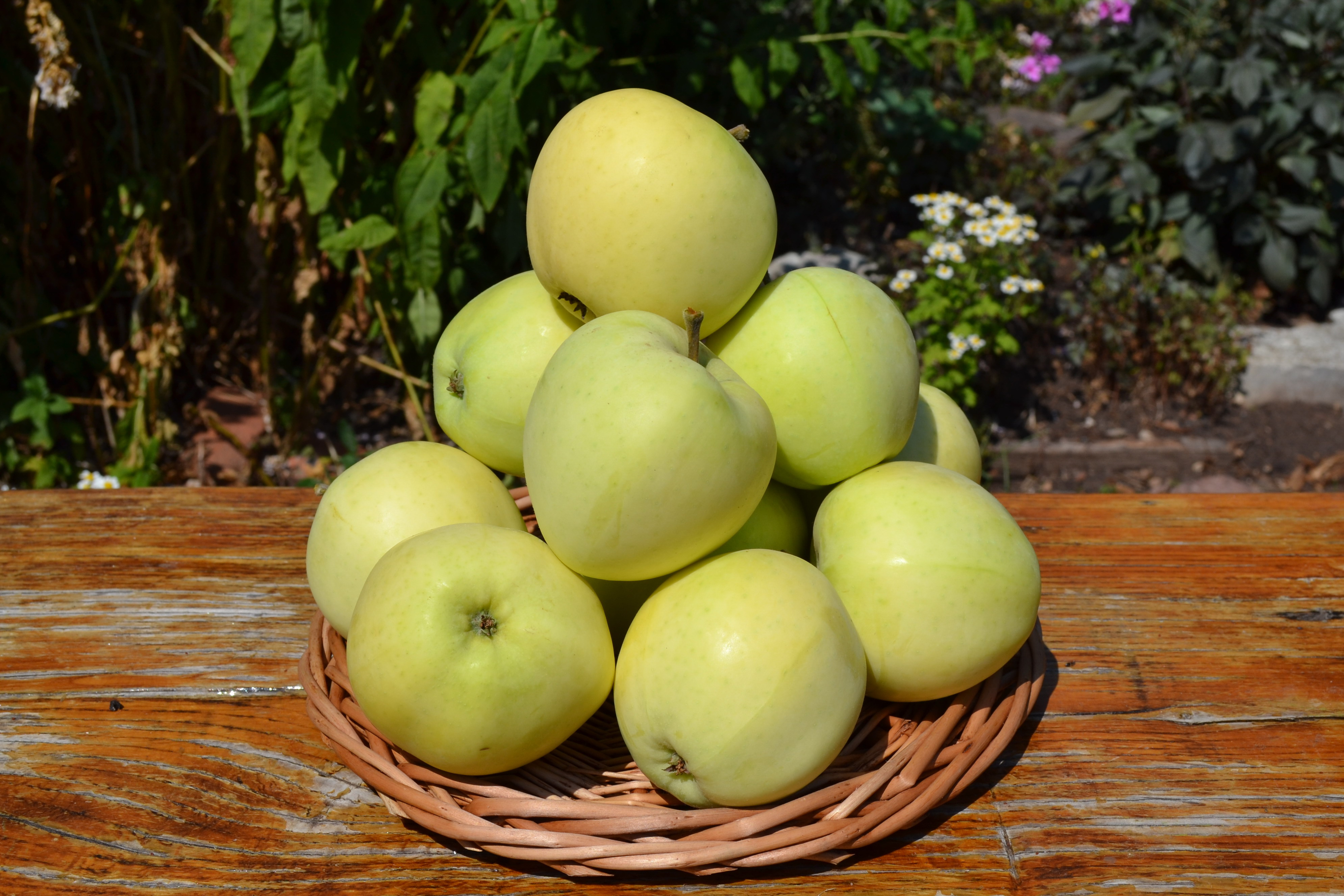
Плоды Папировки
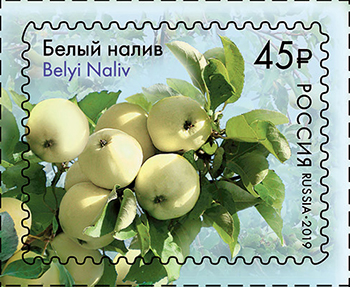